# Clear Lake (Iowa)
Clear Lake es una ciudad situada en el condado de Cerro Gordo, en el estado de Iowa, Estados Unidos. Según el censo de 2010 tenía una población de 7.777 habitantes.

## Geografía
Según la Oficina del Censo de los Estados Unidos, la localidad tiene un área total de 34,79 km², de los cuales 27,96 km² corresponden a tierra firme y el restante 6,83 km² a agua, que representa el 19,63% de la superficie total de la localidad.

## Demografía
Según el censo de 2010, había 7.777 personas residiendo en la localidad. La densidad de población era de 223,54 hab./km². Había 4423 viviendas con una densidad media de 127,13 viviendas/km². El 96,28% de los habitantes eran blancos, el 0,45% afroamericanos, el 0,12% amerindios, el 1,22% asiáticos, el 0,01% isleños del Pacífico, el 0,49% de otras razas, y el 1,43% pertenecía a dos o más razas. El 2,24% de la población eran hispanos o latinos de cualquier raza.